# EasyJet
EasyJet (nazwa stylizowana easyJet, oficjalna nazwa EasyJet Airline Company Limited; kod linii IATA: U2 / kod linii ICAO: EZY) – brytyjskie linie lotnicze, będące trzecim na świecie (po Southwest Airlines i Ryanair) i drugim z największych europejskich tanich przewoźników.
Przedsiębiorstwo zostało założone w 1995 przez greko-cypryjskiego przedsiębiorcę Steliosa Haji-Ioannou. Flota easyJet w grudniu 2018 składała się z 320 samolotów Airbus. EasyJet, w związku z Brexitem otworzył spółki córki - EasyJet Europe w Austrii oraz EasyJet Switzerland w Szwajcarii (przenosząc również część samolotów, zmieniając rejestracje na odpowiednie: OE- dla Austrii; HB- dla Szwajcarii). EasyJet przejął również 25 samolotów od upadającej linii AirBerlin, za kwotę 40 milionów euro, jak również sloty i załogi operujące na lotniskach w Berlinie (SXF oraz TXL).
W Polsce linie odbywają loty z Krakowa.
Główne porty przesiadkowe to:
Londyn-Luton, Londyn-Gatwick, Edynburg, Glasgow, Liverpool, Manchester, Newcastle, East Midlands, Bristol.

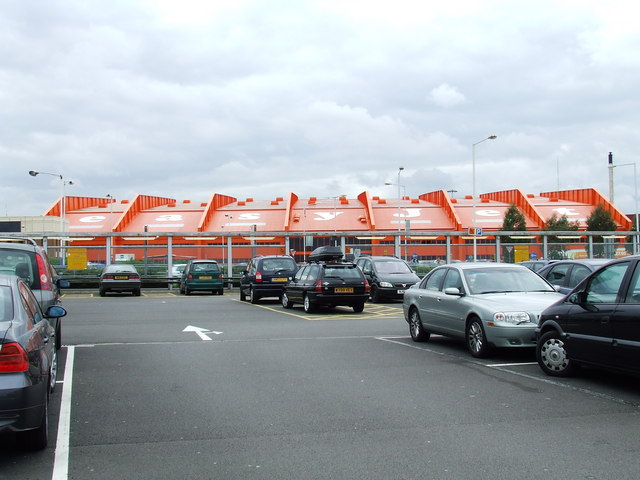
Hangar 89 – siedziba główna firmy EasyJet

Główna siedziba firmy znajduje się przy lotnisku w Luton - Hangar 89. Jest to połączenie hangaru obsługi technicznej mieszczącego do 3 samolotów A319 i zaplecza biurowo-operacyjnego. Wybudowany w 1970 hangar podlegał kilkukrotnie przebudowie, powiększając zarówno część biurową jak i obsługową. Elementem wyróżniającym się, jest londyński dwupiętrowy autobus wkomponowany w budynek (w środku znajduje się kawiarnia).

## Flota
Według stanu na styczeń 2025 flota EasyJet składała się ze 187 samolotów o średnim wieku 10,8 lat:
| Samolot         | Samolot | Samolot   | Liczba miejsc | Liczba miejsc | Uwagi |
| Model           | Aktywne | Zamówione | E             | Łącznie       | Uwagi |
| --------------- | ------- | --------- | ------------- | ------------- | ----- |
| Airbus A319-100 | 47      | -         | 156           | 156           |       |
| Airbus A320-200 | 81      | -         | 180           | 180           |       |
| Airbus A320-200 | 81      | -         | 186           | 186           |       |
| Airbus A320neo  | 48      | -         | 186           | 186           |       |
| Airbus A321neo  | 11      | -         | 235           | 235           |       |
| Łącznie         | 187     | 0         |               |               |       |